# 오가사와라 나가미치 (1822년)
오가사와라 나가미치(일본어: 小笠原長行, 1822년 6월 29일 ~ 1891년 1월 25일)는 에도 시대 후기 에도 막부의 로주 외국사무 총재를 역임했다. 가라쓰 번의 제사(영주라는 자료도 있다)였다.

## 생애
1822년(분세이 5년) 5월 11일, 히젠 가라쓰번주 오가사와라 나가마사의 장남으로 가라쓰성 니노마루에서 태어났다. 아명은 교와카(이후 다카시 시치로)였다.
1823년(분세이 6년)에 나가마사가 사망한다. 뒤를 이은 영주는 시나노 마쓰모토 번 주 마쓰다이라 미쓰쓰네의 장남 오가사와라 나가쿠니까지 4명이 이어서 양자로 들어갔고, 어린 오사유키는 서자로 취급되었다.
나가미치는 어릴 때 영민하여서, 1838년(덴포 9년)에 에도로 나왔다. 그곳에서 아사카와 제안에게 가르침을 받았다. 1857년(안세이 4년)에 나가고쿠의 양자가 되었고, 번정에도 참여하여 명성을 높였다. 걸어다니는 사전이라고 불렸다. 1862년(분큐 2년)에는 후계자 신분으로 소샤반에서 와카도시요리, 9월 11일 노중격, 그리고 곧 노중이 되었다. 같은 해에 나마무기 사건이 일어났을 때, 사태를 조속히 종결시키기 위해 1863년 6월 24일 막부의 허가를 받아 배상금 10만 파운드를 영국에 지불 했다. 이어 대병을 이끌고 상경하지만, 6월에 오사카에 머무는 동안 로주에서 파면되었다.
1864년(겐지 원년)에 근신에서 풀려나 이키국의 보수가 되었고, 1865년(게이오 원년) 9월 4일에 다시 노중격이 되었다가 다시 로주로 연임된다. 1866년(게이오 2년)의 제2차 조슈 정벌 시에는 오구라구 총독에게 지휘를 맡겼지만,

## 같이 보기
- 막정개혁